# Kolkata látványosságai

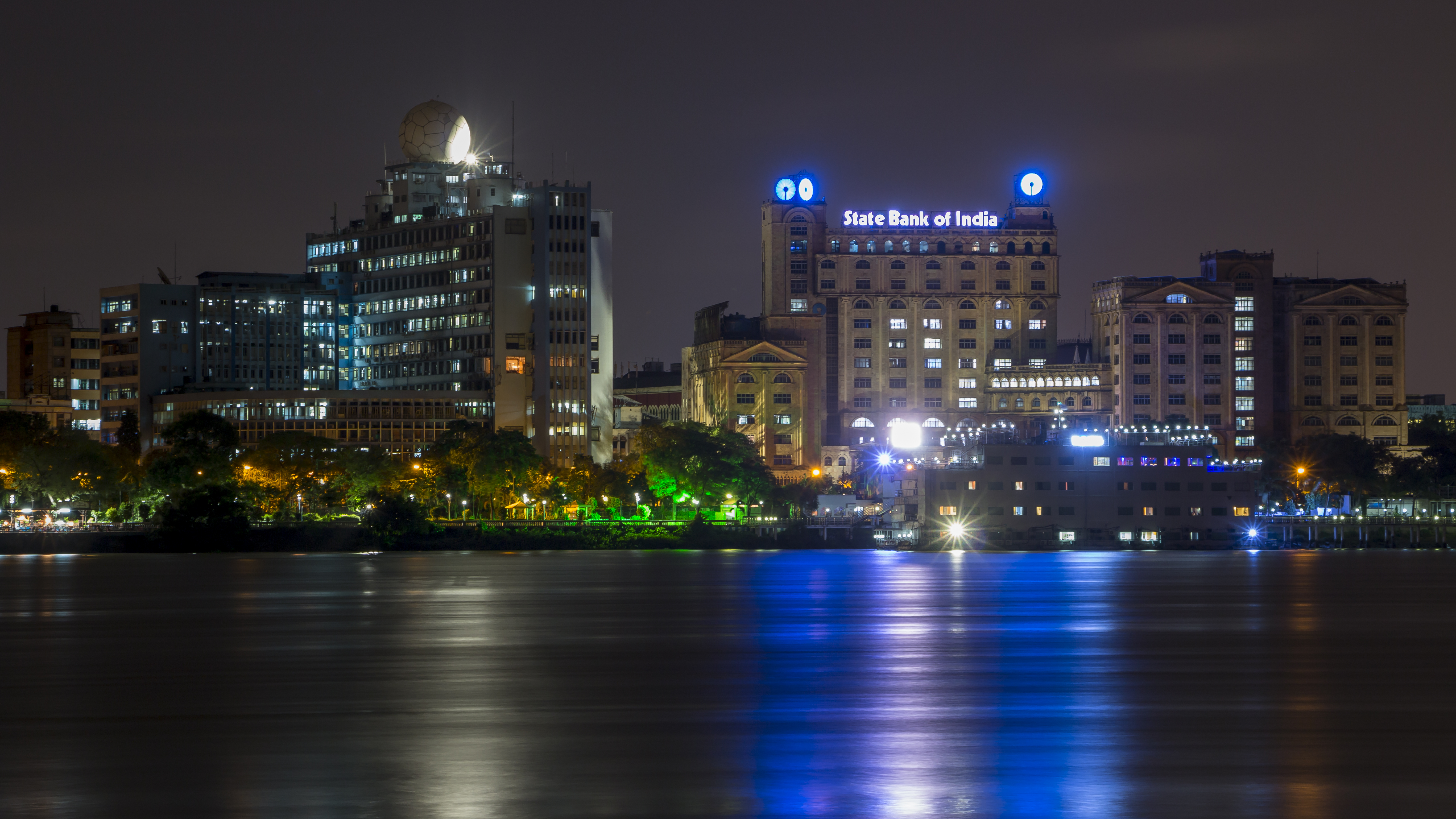
Kolkata

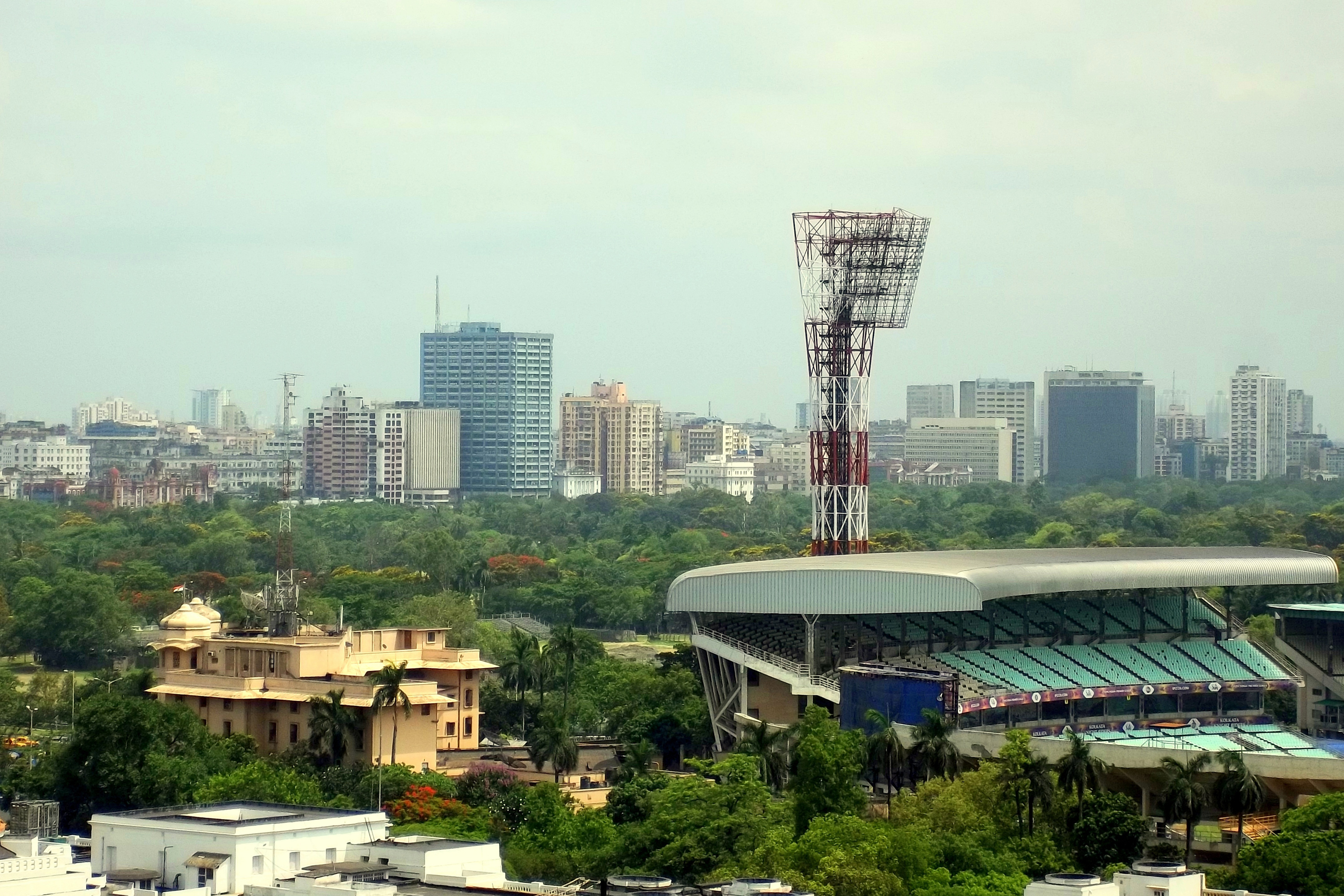
Kolkata

Kolkata India egyik legnagyobb, egyik legismertebb és egyik legtöbbet látogatott városa, látnivalókban és történelmi emlékekben rendkívül gazdag település.

## Múzeumok

Victoria Memorial

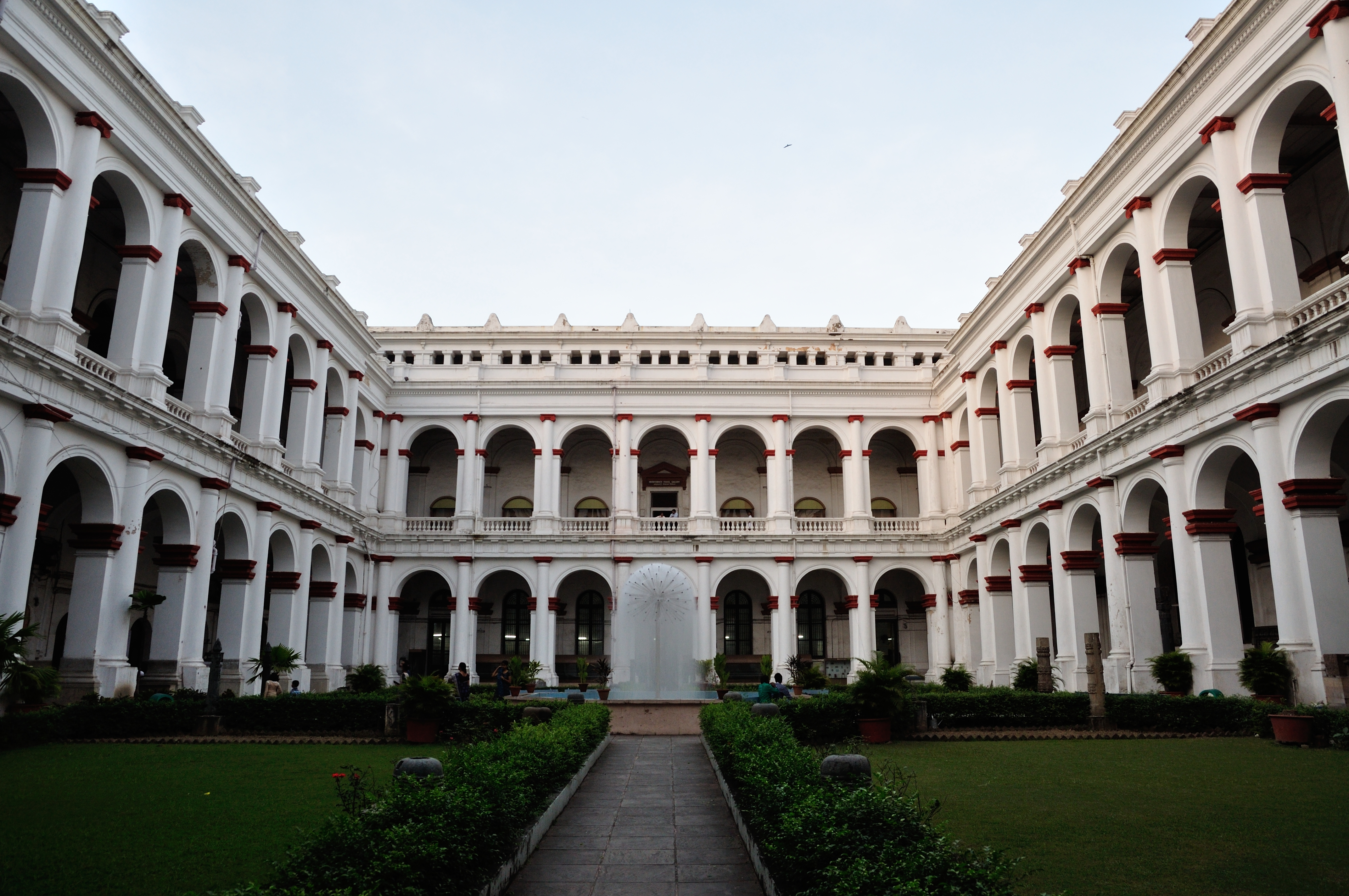
Indiai Múzeum udvara

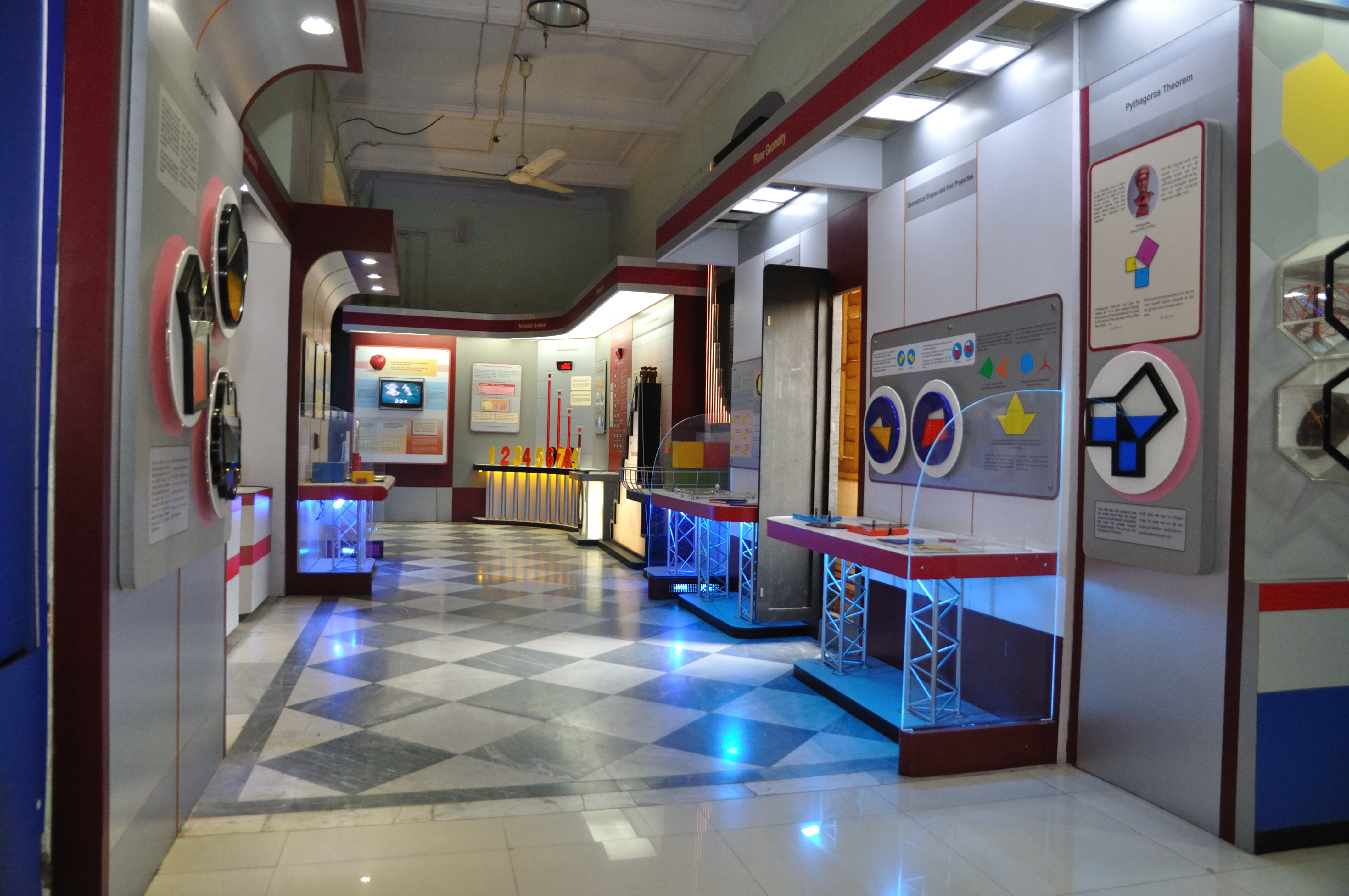
Birla Ipari és Műszaki Múzeum

- Victoria Memorial múzeum, (1921) festmények, litográfiák, tárgyak a gyarmati kor végéről
- Az Indiai Múzeum, (1814), a legnagyobb és a legrégibb múzeum Ázsiában, Csovringhi sugárút.
- A Márvány Palota, Csittarandzsan sugárútnál, észak Kalkuttában, 1835 óta
- Birla Ipari és Műszaki Múzeum, Gurusadéj Dutta út, 1959 óta
- Tudomány Város épületegyüttes, a Kelet Metropolitan felüljárónál
- Jorasanko Thakur Bari, Tagore család ház- múzeum, 1961 óta
- Gurusaday népművészeti múzeum, a Diamond Kikötő úton, 1963 óta.
- Jawahar Shishu Bhavan játékmúzeum, 1972 óta
- Sabarna Sangrahashala múzeum, Baro Bari, Barisha városrész, 2005
- Indiai Nemzeti Könyvtár, Alipore kerületben, 1836 óta.
- Tengeri múzeum
- Rendőrségi múzeum

## Történelmi hotelek
- A Great Eastern Hotel, korábban Auckland Hotel, 1841, Old Courthouse utca és Brit India utca sarkán ismert még mint "Wilson Hotel", avagy "Auckland Hotel", 244 szobás, deluxe.
- A Grand Hotel, 1870-es években nyílt, Csovringhi u. 13-15.-ben, 3 emeletes, 500 szobás. 1938-ban lett az Oberoi Grand a neve

## Szobrok és emlékművek
- A Shaheed Minar vagy "Mártírok tornya", (korábban Okterloni emlékmű) az északi részén a Majdannak
- Panioti szökőkút
- Rendőrségi emlékmű
- William Jones obeliszk, a Déli Park utcai temető
- Netadzsi szobra, Siambázár kereszteződés
- Sir James Outram szobra, 1874, szemben a Victoria Memoriallal
- Isvarcsandra Vidzsaszágár szobra
- Pramod Gopal Chattopadhyay emlékmű, 1899, Szanszkrit Főiskolánál
- Rabindranath Tagore szobra, 1963, a Tagore család házánál
- David Hare márványszobra, 1847. Elnökségi Főiskolánál
- Marx Károly szobra, közel a Majdanhoz

## Sportpályák

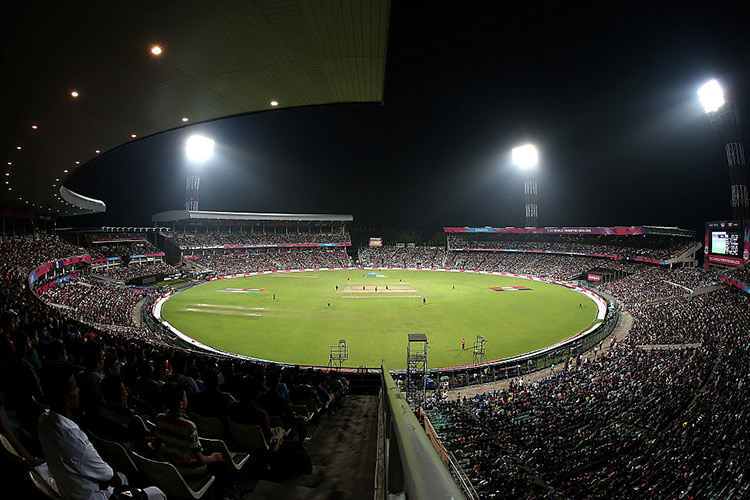
Az Eden Gardens krikettstadion

- Eden Gardens: 100000 ülőhelyes krikettstadion, 1871-ben épült
- Juva Báráti Krirángán stadion, más néven Sós Tó Stadion. 122000 üléses. Labdarúgó mérkőzésekre és koncertekre használják.
- Netádzsi fedett stadion, 120000 üléses és légkondicionált, 1975-ben épült
- A Kolkata Krikett és Labdarúgó Klub 1792-ben alakult, a Gurusaday Dutta úton található
- A Királyi Kolkata Lovas Klub pályája az egyik legszebb a világon, 1874-ben alapították .
- A városnak három 18 lyukú golfpályája van a városhatáron belül, ezek a Royal Calcutta Golf, a Tollygunj és a Fort William klubok.
- A helyi lovaspóló klub a Calcutta Polo Club

## Piacok és bevásárlóközpontok

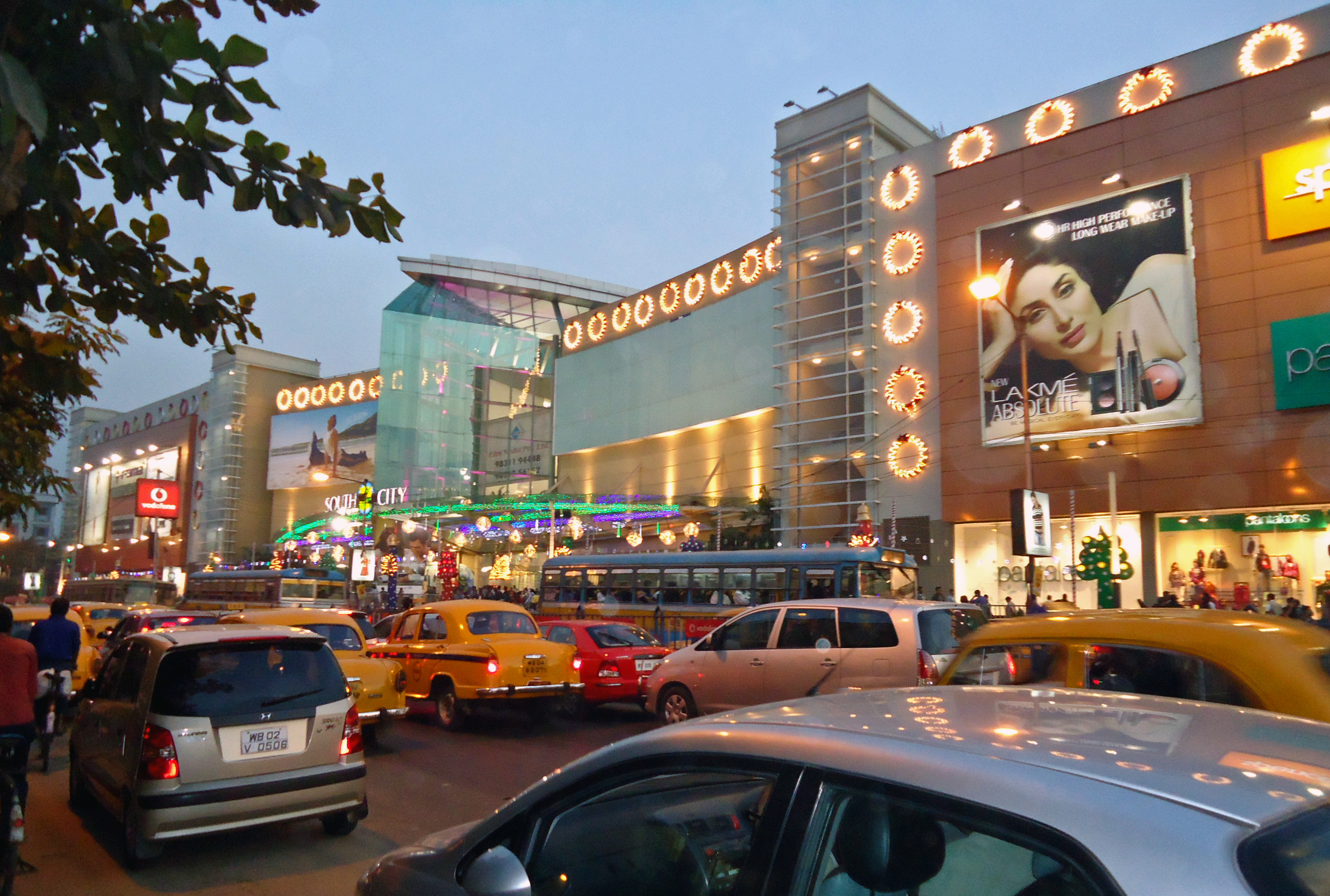
South City Mall

- Az Új piac a történelmi bevásárlónegyed , 1874 óta
- Park utca, a Kamak utca és a Shakespeare Sarani a fő bevásárlóutcák.
- Gariahat és Shyambazar két bevásárlónegyed a középosztálynak.
- A Főiskola utca híres a Könyvesboltjairól.
- Új bevásárlóközpontok a belvárosban: a Forum az Emami Shoppers'City
- Régebbi bevásárlóközpontok A.C. Market, Daksinápán és Várdaan Market.
- Új bevásárlóközpontok nyíltak az újabb lakókerületekben: Városközpont, Radzsárhát, Déli Város, Metropolis, Avani Folyópart és Axis neveken.

## Imahelyek
- Dáksinesvár Káli templom
- Kálighát Káli templom
- Belur Math
- Tipu Szultán Mecset
- Nakhoda Mecset
- Szent Pál Székesegyház
- Szent János templom
- Görögkeleti templom

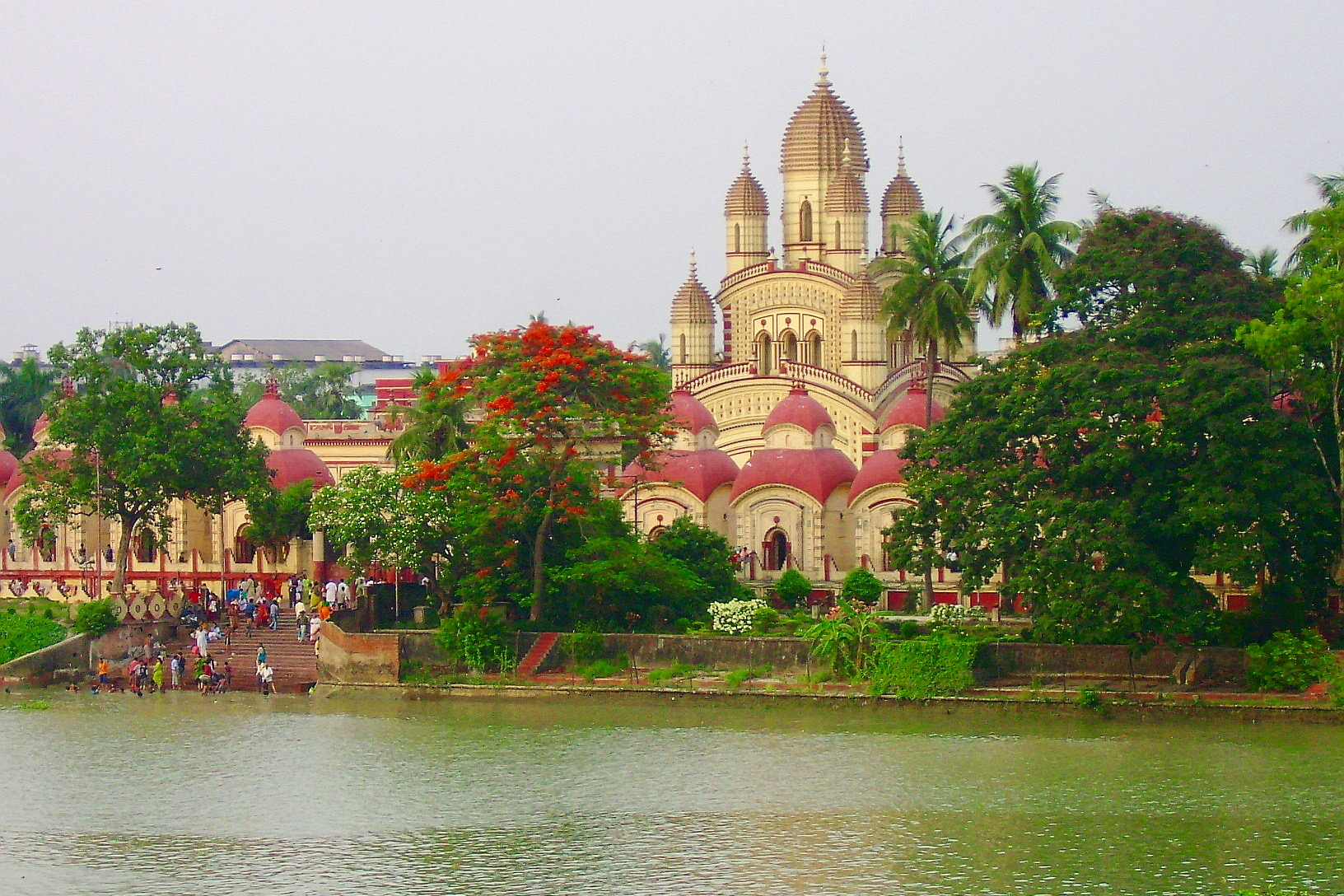
Dáksinesvár Káli templom

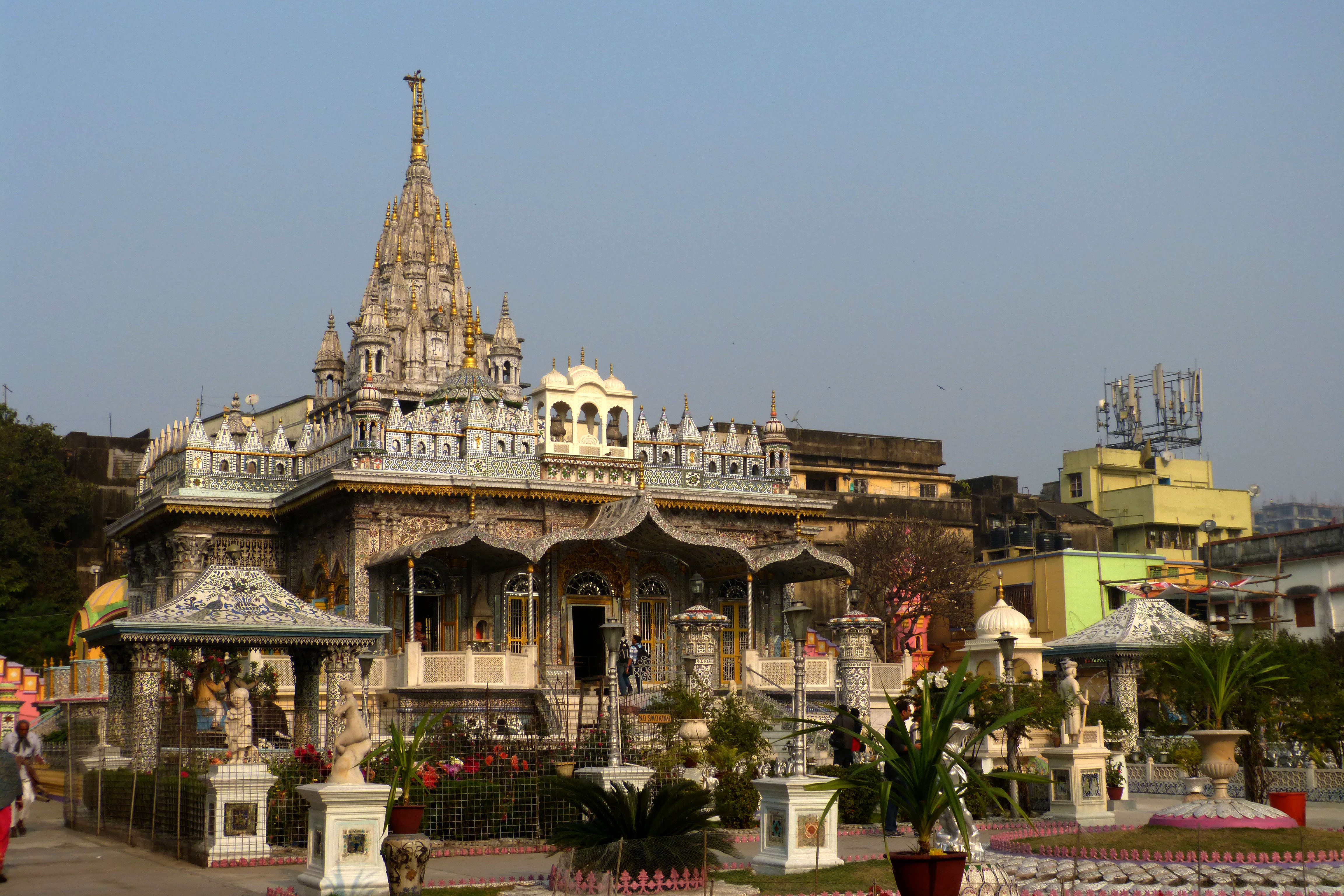
Dzsain templom - Sheetalnath Mandir

- Szent Jakab evangélikus templom(Dzsora Girzsa)
- Guruduwara
- Zsinagóga
- Örmény templom
- Fárszi Tűztemplom
- Japán Buddhista templom
- Badridas Dzsainista templom

## Gyarmati épületek
- Kolkatai Orvosi Főiskola
- Sétálóutca udvarházai
- L.I.C. Épület
- Radzs Bhavan
- Sildah Állomás
- Howrah Állomás
- Mecset

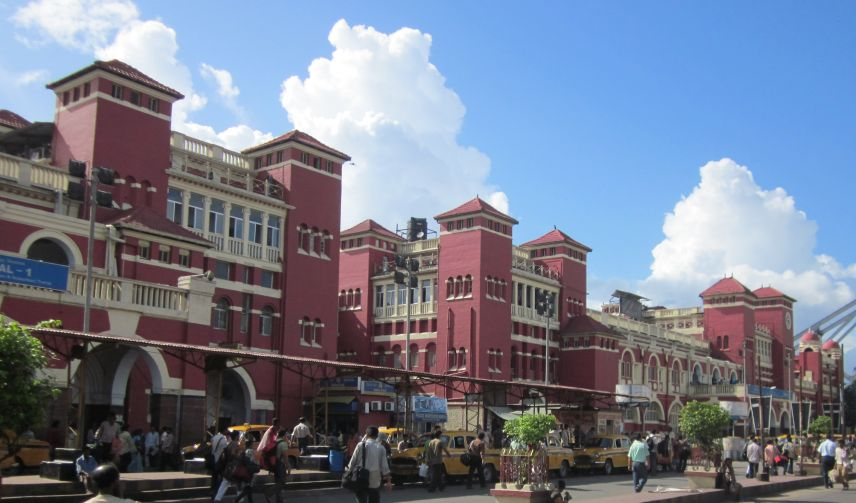
Howrah Állomás

- Délkeleti Vasúttársaság Igazgatósága
- Állami Bank
- Írók Háza
- Legfelső Bíróság
- Főposta
- William erőd

## Vidámparkok
- Nikko Park
- Aquatica
- Tudomány Város
- Energia Park

## Városi parkok

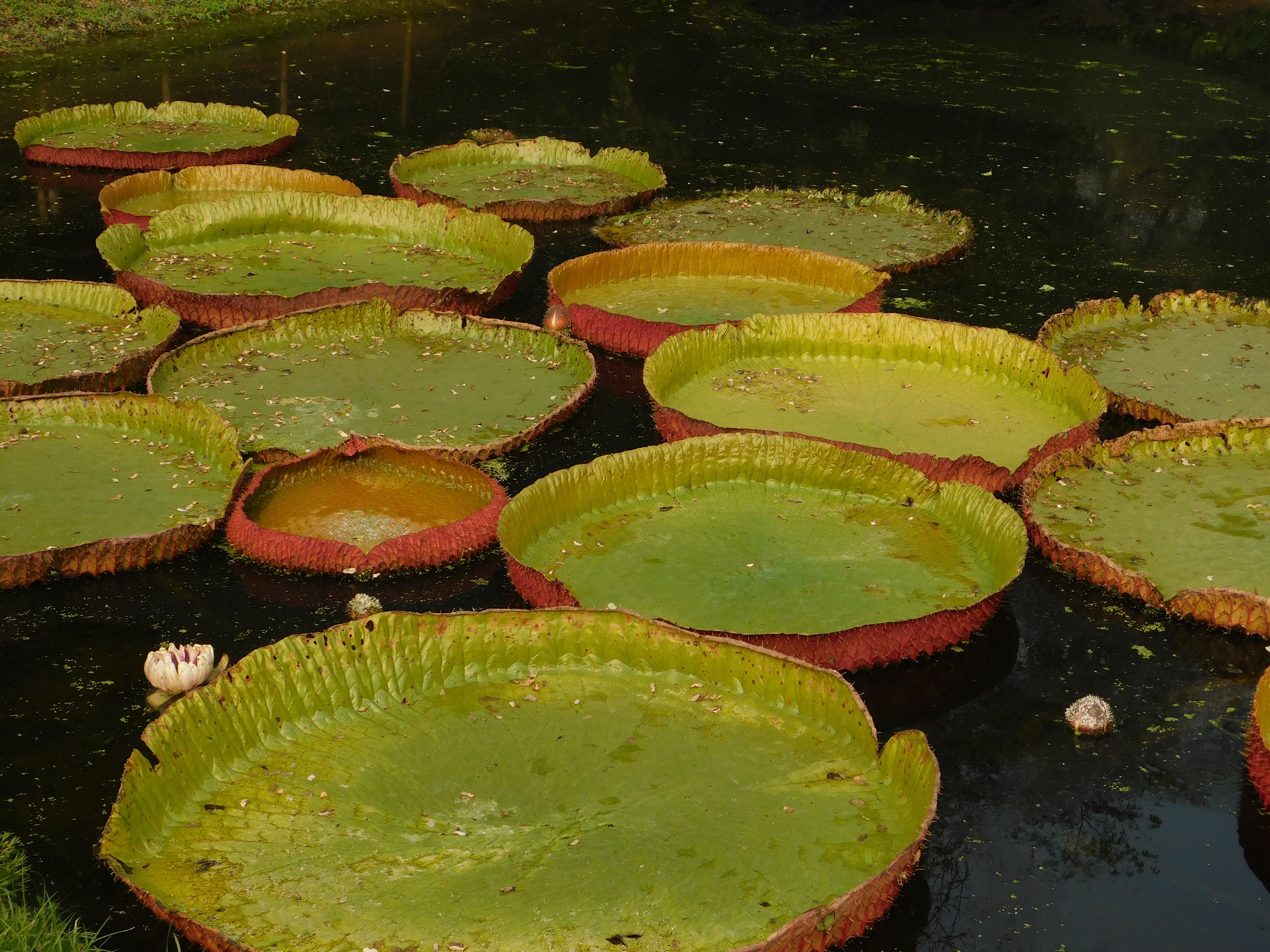
Óriás tündérrózsák az Indiai Botanikus Kertben

- Maidan szó jelentése "mező", hindi és bengáli nyelven. A kolkatai Maidan egykor parlag terület volt a Hugli folyó szélén, póló és egyéb sportmérkőzésekre használták. A Csovringi sugárút, az Éden Kertek és Millennium Park határolja.
- Rabindra Sarobar avagy "A Tó". Ez egy városi park mesterséges tóval.
- A Sós Tó Központi Park, Bidhan Nagar elővárosban van. A nagy kiterjedésű park peremén van a központja a számítástechnikai cégeknek és a kormányhivataloknak.
- Az Indiai Botanikus Kert, 1,1 km², 1786-ban alapították
- Alipore Állatkert, 1875
- Millennium Park, a Hugli folyó partjánál
- A Polgárok Parkja, szemben a Nandannal
- Elliot Park
- Nalban
- Prinsep Ghat
- Nandan
- Subhas Sarovar
- Outram Ghat